# 夜明けのMEW
「夜明けのMEW」（よあけのミュー）は小泉今日子の19枚目のシングル。1986年7月10日にビクター音楽産業から発売された。

## 制作
表題曲「夜明けのMEW」は、小泉のシングルでは珍しいミディアムテンポの楽曲。歌詞はシングルとして初となる ″僕″ の一人称で歌いかける男性目線で書かれており、恋人を ″ミュー″ という子猫に擬えて歌いかける内容になっている。猫を題材として楽曲制作が行われた理由としては、本作のリリースと同時期の7月に公開された畑正憲監督の映画『子猫物語』の劇中で、小泉が声の出演として谷川俊太郎作の詩の朗読をしたことによる。作詞を手掛けた秋元康は、ディレクターの田村充義から「猫でお願いします」とテーマを提示されてまず ″ミュー″ という言葉を思い付き、その語感から来るやわらかさや切なさを意識して詞を書いていったと話している。本作は詞先で書かれているが、秋元は作詞をしながらスローな曲になりそうなイメージがあったといい、上がって来た曲を聴いた時に「僕がこの曲で何をやりたいか(筒美)京平さんはちゃんとトランスレート(翻訳)してくれてると思った」と振り返っている。
小泉は同年末に放送された第37回NHK紅白歌合戦に出場し、本楽曲を歌唱した。
1991年11月には8cmCDがリリースされている（カップリングは「魔女」）。

## 収録曲

### 夜明けのMEW
- 両楽曲共に、作詞：秋元康／作曲：筒美京平／編曲：武部聡志

1. 夜明けのMEW (3分48秒)
2. Non Non Non (3分25秒)

### 夜明けのMEW／魔女
1. 夜明けのMEW
作詞：秋元康／作曲：筒美京平／編曲：武部聡志
2. 魔女
作詞：松本隆／作曲：筒美京平／編曲：中村哲
3. 夜明けのMEW（カラオケ）
4. 魔女（カラオケ）

## カバー
- ノーランズ「DAYBREAK (夜明けのMEW)」（1991年／アルバム『ROCK AND ROLLING IDOL -NANTETTATTE IDOL-』収録。英語詞でのカバー。）
- 岩崎宏美（2019年／アルバム「Dear Friends VIII 筒美京平トリビュート」収録。）

## 参考資料
- 松永良平:著『コイズミクロニクル〜コンプリートシングルベスト 1982-2017〜 初回特典「コイズミシングル～小泉今日子と50のシングル物語」』ビクターエンタテインメント、2017年5月17日。